# 7231 Porco
7231 Porco là một tiểu hành tinh đặt tên theo tên của Carolyn C. Porco. Nó được phát hiện bởi nhà thiên văn học Mỹ Edward L. G. Bowell.